# رودسمورها
رودسمورها (نام علمی: Lontra) نام یک سرده از زیرخانواده سمور آبی است.

## گونه‌ها
- سمور رودخانه‌ای آمریکای شمالی (Lontra canadensis)
- سمور رودخانه‌ای جنوبی (Lontra provocax)
- شنگ نوگرمسیری (Lontra longicaudis)
- سمور آبی گربه‌ای (Lontra felina)